# Капітолій штату Луїзіана
Капітолій штату Луїзіана (англ. Louisiana State Capitol, фр. Capitole de l'Etat de Louisiane) будівля законодавчих зборів штату Луїзіана, розташований в Батон-Руж. В будівлі знаходяться законодавчі збори штату, офіс губернатора, а також частина виконавчих служб. Висота Капітолія 137 метрів, що становить 34 поверхи.
На час спорудження найвища будівля законодавчих зборів в США, найвища будівля в Батон-Руж, і сьома за висотою будівля в нинішній Луїзіані. Капітолій займає територію в 110,000 кв.м., навкруги простягається парк.